# ケヴィン・デイヴィス
ケヴィン・シリル・デイヴィス（Kevin Cyril Davies, 1977年3月26日 - ）は、イングランド・シェフィールド出身の同国代表サッカー選手、サッカー指導者。現役時代のポジションはフォワード。

## 経歴
U-21イングランド代表でのプレー経験はあるもののフル代表とは長らく縁が無かったが2010年10月12日に行われるEURO2012予選のモンテネグロ戦にて代表に初招集された。
2014-15シーズンにはプレストン・ノースエンドFCのチャンピオンシップ昇格に貢献し、同シーズン終了後に現役引退を表明した。

## タイトル
- ボルトン年間最優秀選手 : 2003-04, 2007-08, 2008-09